# Chae Young-in
Chae Young-in (de nacimiento Bae Young-seon) es una cantante y actriz surcoreana.

## Vida personal
Se casó con su novio, un dermatólogo, el 24 de noviembre de 2012. 
Su hija Kim So-yool nació en abril de 2015. Ambas participaron brevemente en el episodio 296 del espectáculo de variedades Running Man (SBS).

## Filmografía

### Serie de televisión
| Año       | Título                     | Rol/Nota(s)                               | Red       |
| --------- | -------------------------- | ----------------------------------------- | --------- |
| 2002–2003 | The Maengs' Golden Era     | Hyun-soo (maestra del jardín de infancia) | MBC       |
| 2003      | Damo                       | Jo Nan-hee                                | MBC       |
| 2004      | Nonstop 5                  |                                           | MBC       |
| 2007      | Love Racing                | Do Se-ra                                  | Comedy TV |
| 2008      |                            | Ji-sook                                   | SBS       |
| 2008–2009 | Temptation of Wife         | Min So-hee                                | SBS       |
| 2008–2009 | Terroir                    | Manager Jo Min-ji                         | SBS       |
| 2010      | Stars Falling from the Sky | Jung Jae-young                            | SBS       |
| 2011–2012 | Living in Style            | Choi So-hyung                             | SBS       |
| 2012      |                            | Seo Yeon-hee                              | KBS Drama |

### Cine
| Año  | Título          | Papel            |
| ---- | --------------- | ---------------- |
| 2012 | Número Perfecto | Experta en buceo |

### Espectáculo de variedades
| Año  | Título       | Red | Notas                            |
| ---- | ------------ | --- | -------------------------------- |
| 2005 | X-Man        | SBS | Invitado (episodios 112-113)     |
| 2009 | Strong Heart | SBS | Invitado (episodio 9)            |
| 2016 | Running Man  | SBS | Invitado especial (episodio 296) |

## Premios y nominaciones
| Año  | Premio           | Categoría      | Nominación                | Resultado |
| ---- | ---------------- | -------------- | ------------------------- | --------- |
| 2008 | SBS Drama Awards | New Star Award | La tentación de la Esposa | Ganadora  |